# Pokou
Awura, Aura, o Abla Pokou, también mencionada simplemente como Pokou (c. 1730–1750) fue una reina que gobernó en lo que hoy es Costa de Marfil y fundó la tribu Baoulé. Antecesores de los akan, son considerados los antepasados  de la tribu más grande de Costa de Marfil.

## Biografía
Pokou era una princesa de Kumasi, Ghana, hija de Nyakou Kosiamoa. Era hermana de Dakon, el sucesor de Opoku Ware I, y sobrina de Osei Kofi Tutú I, rey y cofundador del imperio asante.
Pokou logró el liderazgo de un grupo asante asante, que eligió mantenerse independiente de la confederación. Los desacuerdos entre las facciones causaron una guerra en Ghana y Pokou dirigió su grupo hacia el oeste en un viaje largo y arduo al río Komoé. Pokou preguntó a su sacerdote cómo cruzar el río sin incidentes recibiendo como respuesta el requerimiento de un sacrificio. Pokou sacrificó a su hijo, echando el niño al agua y gritando "Ba ouli" ("el niño está muerto"). Dicha frase da nombre al clan de sus descendientes, los Es Baoulé. Después del sacrificio, la leyenda cuenta que aparecieron unos hipopótamos que formaron un puente y permitieron a Pokou y su gente cruzar.
Después de cruzar el río, Pokou y sus grupo se asentaron como agricultores en la sabana. Los Baoulé hoy habitan el territorio entre los ríos Komoé y Bandama y son la tribu más grande en Costa de Marfil, habiendo asimilado algunas tribus más pequeñas a pesar de la disminución de su influencia desde el siglo XIX.

## Legado
Pokou es una figura de la cultura popular de Costa de Marfil. Hay numerosos relatos sobre ella como Reine Pokou de Véronique Tadjo, el cual ganó el Grand Prix Litteraire d’Afrique Noire (Gran Premio Literario del África Negra), la obra de Maximilien Quenum, Légendes africaines, o  la película marfileña de 2013 Pokou, princesse ashanti de  N’ganza Herman y Kan Souffle.